# Адемар Феррейра де Камаргу Нету
Адемар Феррейра де Камаргу Нету (порт. Adhemar; нар. 22 квітня 1972, Татуї) — бразильський футболіст, що грав на позиції нападника. Найкращий бомбардир в історії клубу «Сан-Каетану» (68 голів).

## Ігрова кар'єра
Народився 22 квітня 1972 року в місті Татуї. Адемар почав кар'єру в аматорському клубі «Естрела» з Порту-Феліс. Потім виступав за невеликі клуби — «Сан-Жозе» та «Сан-Бенту».
У 1996 році виступав за «Корінтіанс», але в команді Адемару закріпитися не вдалося, і вже в 1997 році він потрапив до складу «Сан-Каетану». Спочатку він діяв у півзахисті, на лівому фланзі, а потім (вже після повернення з короткострокової оренди в 1998 році в клуб «Понта-Гросса») — в нападі.
2000 рік став зоряним як для Адемара, так і для «Сан-Каетано». Через зрив національного чемпіонату був проведений розіграш Кубка Жоао Авеланжа, де «Азулао» пробивався у фінал через сито плей-офф спочатку Жовтого модуля, а потім і фінальній стадії. Сенсаційна хода команди, яка повинна була виступати лише в Серії C, було зупинено лише клубним віце-чемпіоном світу 2000 року «Васко да Гамою» з Ромаріо у складі. У підсумку, Адемар з 22 голами став найкращим бомбардиром турніру, а його команда віце-чемпіоном Бразилії.
У 2001 році «Сан-Каетано» знову дійшов до фіналу чемпіонату Бразилії, але Адемар вже перейшов в німецький «Штутгарт». За два сезони в Бундеслізі Адемар відзначився 9-ма забитими голами і 2002 року повернувся в «Сан-Каетану».
В останні роки ігрової кар'єри грав за південнокорейський клуб «Соннам Ільхва Чхонма» та японський клуб «Йокогама Ф. Марінос», а завершив кар'єру в «Сан-Каетану».

## Титули і досягнення
- Віце-чемпіон Бразилії (2): 2000
- Найкращий бомбардир Кубка Жоао Авеланжа: 2000 (22 голи)